# Pattinaggio di figura alla XXXI Universiade invernale
Le gare di pattinaggio di figura della XXXI Universiade invernale si sono svolte dal 13 al 15 gennaio 2023 alla Herb Brooks Arena, negli Stati Uniti d'America. In programma tre eventi.

## Partecipanti
| Paese         | Uomini                                                          | Donne                                    | Danza su ghiaccio                                                                                   |
| ------------- | --------------------------------------------------------------- | ---------------------------------------- | --------------------------------------------------------------------------------------------------- |
| Armenia       |                                                                 | Marina Asoyan                            | Viktoriia Azroian / Artur Gruzdev                                                                   |
| Australia     |                                                                 | Romy Grogan                              | |
| Austria       | Luc Maierhofer                                                  | Emily Saari                              | |
| Bulgaria      | Larry Loupolover                                                | Alexandra Feigin                         | |
| Rep. Ceca     | Petr Kotlařík                                                   | Nikola Rychtaříková                      | |
| Estonia       |                                                                 | Eva-Lotta Kiibus                         | |
| Finlandia     | Makar Suntsev                                                   | Nella Pelkonen                           | |
| Francia       | Samy Hammi Landry Le May                                        | Maïa Mazzara                             | Marie Dupayage / Thomas Nabais Natacha Lagouge / Arnaud Caffa                                       |
| Gran Bretagna | Henry Privett-Mendoza Elliot Thompson                           | Christie Shannon                         | |
| Germania      | Kai Jagoda                                                      |                                          | Charise Matthaei / Max Liebers                                                                      |
| Hong Kong     | Chiu Hei Cheung Heung Lai Zhao                                  | Joanna So                                | |
| Ungheria      | Mózes József Berei                                              |                                          | Lucy Hancock / Ilias Fourati                                                                        |
| Italia        | Nikolaj Memola                                                  | Marina Piredda                           | Leia Dozzi / Pietro Papetti                                                                         |
| Giappone      | Shun Satō Tatsuya Tsuboi Sōta Yamamoto                          | Mai Mihara Kaori Sakamoto Rion Sumiyoshi | |
| Kazakistan    | Dias Jirenbayev Mikhail Shaidorov                               | Russalina Shakrova Yasmin Tekik          | Gaukhar Nauryzova / Boyisangur Datiev                                                               |
| Lettonia      |                                                                 | Angelīna Kučvaļska                       | |
| Lituania      |                                                                 | Aleksandra Golovkina                     | Paulina Ramanauskaitė / Deividas Kizala                                                             |
| Messico       |                                                                 | Eugenia Garza                            | |
| Norvegia      |                                                                 | Frida Turiddótter Berge                  | |
| Filippine     |                                                                 | Mikayla Shalom Fabian                    | |
| Polonia       |                                                                 | Ekaterina Kurakova                       | |
| Slovacchia    |                                                                 | Ema Doboszová                            | Maria Sofia Pucherová / Nikita Lysak                                                                |
| Corea del Sud | Cha Young-hyun Lee Si-hyeong                                    | Choi Da-bin Kim Ye-lim                   | |
| Spagna        | Euken Alberdi Tomàs-Llorenç Guarino Sabaté Iker Oyarzábal Albas | Lucía Ruiz-Manzano                       | |
| Svezia        | Gabriel Folkesson                                               | Julia Brovall                            | |
| Svizzera      | Nurullah Sahaka Micha Steffen                                   | Shaline Rüegger                          | |
| Thailandia    |                                                                 | Teekhree Silpa-Archa                     | |
| Turchia       | Alp Eren Özkan                                                  | Fatma Yade Karlıklı                      | |
| Ucraina       | Ivan Shmuratko                                                  | Anastasia Gozhva                         | Mariia Holubtsova / Kyryl Bielobrov                                                                 |
| Stati Uniti   | Nathan Chapple Goku Endo Dinh Tran                              | Ting Cui Finley Hawk Wren Warne-Jacobsen | Raffaella Koncius / Alexey Shchepetov Angela Ling / Caleb Wein Lorraine McNamara / Anton Spiridonov |
| Uzbekistan    | Azizmurod Shabazov                                              | Niginabonu Jamoliddinova                 | |

### Modifiche ai partecipanti
| Data        | Disciplina | Ritirato          | Sostituto      | Ragione               | Note   |
| ----------- | ---------- | ----------------- | -------------- | --------------------- | ------ |
| 28 dicembre | Uomini     | Yūma Kagiyama     | Sōta Yamamoto  | Lesione alla caviglia | [ 22 ] |
| 7 gennaio   | Donne      | Lara Naki Gutmann | Marina Piredda |                       | [ 10 ] |
| 12 gennaio  | Uomini     | Callum Bradshaw   | N/A            |                       | [ 1 ]  |

### Programma
Ora locale (UTC-05:00).
| Giorno   | Data       | Inizio | Fine  | Disciplina        | Evento          |
| -------- | ---------- | ------ | ----- | ----------------- | --------------- |
| Giorno 1 | 13 gennaio | 13:00  | 15:10 | Danza su ghiaccio | Rhythm Dance    |
| Giorno 1 | 13 gennaio | 17:00  | 22:00 | Uomini            | Short Program   |
| Giorno 2 | 14 gennaio | 13:00  | 18:00 | Donne             | Short Program   |
| Giorno 2 | 14 gennaio | 20:00  | 22:30 | Danza su ghiaccio | Free Dance      |
| Giorno 3 | 15 gennaio | 13:00  | 16:50 | Uominni           | Free Skating    |
| Giorno 3 | 15 gennaio | 19:00  | 22:50 | Donne             | Free Skating    |
| Giorno 4 | 16 gennaio | 14:00  |       |                   | Exhibition Gala |

## Podi

### Uomini
| Evento  | Oro           | Punteggio | Argento        | Punteggio | Bronzo         | Tempo  |
| Singolo | Sōta Yamamoto | 274,86    | Tatsuya Tsuboi | 243,82    | Nikolaj Memola | 231,33 |

### Donne
| Evento  | Oro        | Punteggio | Argento        | Punteggio | Bronzo     | Tempo  |
| Singolo | Mai Mihara | 221,18    | Kaori Sakamoto | 217,42    | Kim Ye-lim | 200,16 |

### Misti
| Evento             | Oro                            | Punteggio | Argento                              | Punteggio | Bronzo                         | Tempo  |
| Danza sul ghiaccio | Marie Dupayage / Thomas Nabais | 176,04    | Lorraine McNamara / Anton Spiridonov | 175,33    | Natacha Lagouge / Arnaud Caffa | 167,35 |

## Medagliere
| Pos.   | Paese         | Oro | Argento | Bronzo | Totale |
| ------ | ------------- | --- | ------- | ------ | ------ |
| 1      | Giappone      | 2   | 2       | 0      | 4      |
| 2      | Francia       | 1   | 0       | 1      | 2      |
| 3      | Stati Uniti   | 0   | 1       | 0      | 1      |
| 4      | Corea del Sud | 0   | 0       | 1      | 1      |
| 4      | Italia        | 0   | 0       | 1      | 1      |
| Totale | Totale        | 3   | 3       | 3      | 9      |